# Norðurland vestra
'Norðurland' vestra er en af Islands 8 landsvæði, som betyder landsdel eller region. Norðurland vestra havde i 2007 7.386 indbyggere og er inddelt i 12 kommuner (sveitarfélög). 
Den 1. december 2008 havde regionen 7.395 indbyggere på et areal af 12.592 km² (befolkningstæthed 0,587 indb./km²). I juni 2006 kom byen Siglufjörður på grund af kommuneskift til regionen Norðurland eystra, med det til følge at Norðurland vestra mistede mange indbyggere. 
Hovedby og største by er Sauðárkrókur med ca. 2000 indbyggere. Byen ligger ude ved havet i det inderste af fjorden Skagafjörður. Andre større byer er Hvammstangi, Blönduós og Skagaströnd.
1920 havde landsdelen 8.636 indbyggere som i 2007 var faldet til 7.359 indb.

## Turisme
I Nordvestlandet har de vulkanske kræfter for længst afsluttet deres rolle og efter at gletsjerne forsvandt fra området, er det elvene, der har formet landskabet med bløde linjer og mange elve. 
På begge sider af Eyjafjörður er der store og gamle fjeldkæder, som er genemskåret af dale.
Området er velegnet til vandring og om sommeren når solen lige at berøre havfladen inden den igen stiger op på himmelen. 

## Ekstern henvisning
Official Travel Guide for Northwest Iceland, de: is: en: Arkiveret 25. april 2009 hos  Wayback Machine

65°20′00″N 20°00′00″V / 65.33333°N 20°V